# Noël (The Priests)
Noël è il terzo album del gruppo cattolico irlandese The Priests, pubblicato nel 2010 dalla casa discografica Epic Records. L'album è una raccolta di canzoni natalizie interpretate dal gruppo.

## Tracce
1. Ding Dong Merrily on High
2. The First Nowell
3. Sussex Carol
4. Little Drummer Boy/Peace on Earth
5. The Holly and the Ivy
6. Away in a Manger
7. God Rest Ye Merry Gentlemen
8. In the Bleak Midwinter
9. In Dulci Jubilo
10. Joy to the World
11. Silent Night
12. O Come All Ye Faithful
13. What Child Is This
14. Hark the Herald Angels Sing
15. Little Drummer Boy/Peace on Earth (con Shane MacGowan)

## Classifiche
| Classifica (2010)        | Posizione massima |
| ------------------------ | ----------------- |
| Dutch Albums Chart       | 68                |
| French Albums Chart      | 171               |
| Finnish Albums Chart     | 46                |
| Irish Albums Chart       | 9                 |
| Swedish Albums Chart     | 23                |
| New Zealand Albums Chart | 16                |
| Official Albums Chart    | 37                |